# Anzeigeröhre
Eine Anzeigeröhre ist ein gasgefülltes oder evakuiertes Glasgefäß zum Anzeigen von Ziffern, Zuständen, Buchstaben oder Symbolen.
- die gasgefüllten sogenannten Nixie-Röhren sowie gasgefüllte Zählröhren arbeiten nach dem Prinzip einer Glimmlampe
- die evakuierten Digitrons arbeiten wie eine Elektronenröhre. Digitrons, auch als Vakuum-Fluoreszenz-Anzeige bezeichnet, werden heutzutage auch in flachen Bauformen gefertigt – das Funktionsprinzip ist das gleiche wie bei den älteren röhrenförmigen Bauformen.
- evakuierte Zählröhren arbeiten mit der Ablenkung eines Elektronenstrahles. Sie zeigen wie auch andere Zählröhren die Ziffern 0 bis 9 als Leuchtpunkt neben einer aufgedruckten Ziffer an.

Im weiteren Sinne gehören auch Elektronenstrahlröhren (Braunsche Röhren) und sogenannte Magische Augen zu den Anzeigeröhren.